# Попівка (Опішнянська селищна громада)
Попі́вка (МФА: [popiŭka] ( прослухати)) — село в Україні, у Опішнянській селищній громаді Полтавського району Полтавської області. Населення становить 864 осіб. Колишній центр Попівської сільської ради.

## Географія
Село Попівка прилягає до смт Опішня і села Малі Будища. Поруч проходять автомобільні дороги Т 1706, Т 1710, Р42.

## Історія
Час заснування невідомий.
1764 входила до Третьої Опішнянської сотні Гадяцького полку, потім стала власністю Кирила Розумовського.
1782 року налічувалось 23 жителя. 1785 року продана в казну. За даними на 1859 рік у власницькому та козацькому селі Зіньківського повіту Полтавської губернії мешкало 1262 особи (628 чоловічої статі та 634 — жіночої), налічувалось 236 дворових господарств, існувала дерев'яна Георгіївська церква.
Станом на 1900 у селі з хутором Лазурка нараховувалось 358 дворів, 1755 жителів, церковнопарафіяльна школа і школа грамоти.
Радянську владу встановлено у січні 1918 року.
За переписом 1926 року, Попівка — центр сільської ради Опішнянського району, Потавської округи. Тоді нараховувалось 419 господарств, 1910 жителів. 1930 року був створений колгосп ім. Йосипа Сталіна.
Під час Голодомору 1932—1933 років померло 223 особи. У 1937—1939 роках репресовано 35 осіб.
Попівка була окупована німецькими військами з 7 жовтня 1941 по 15 вересня 1943 року. Німці вивезли до Німеччини на примусові роботи 107 осіб, зруйнували 24 господарства. При визволенні села загинуло 15 жителів, усього на фронтах загинуло 280 односельців.

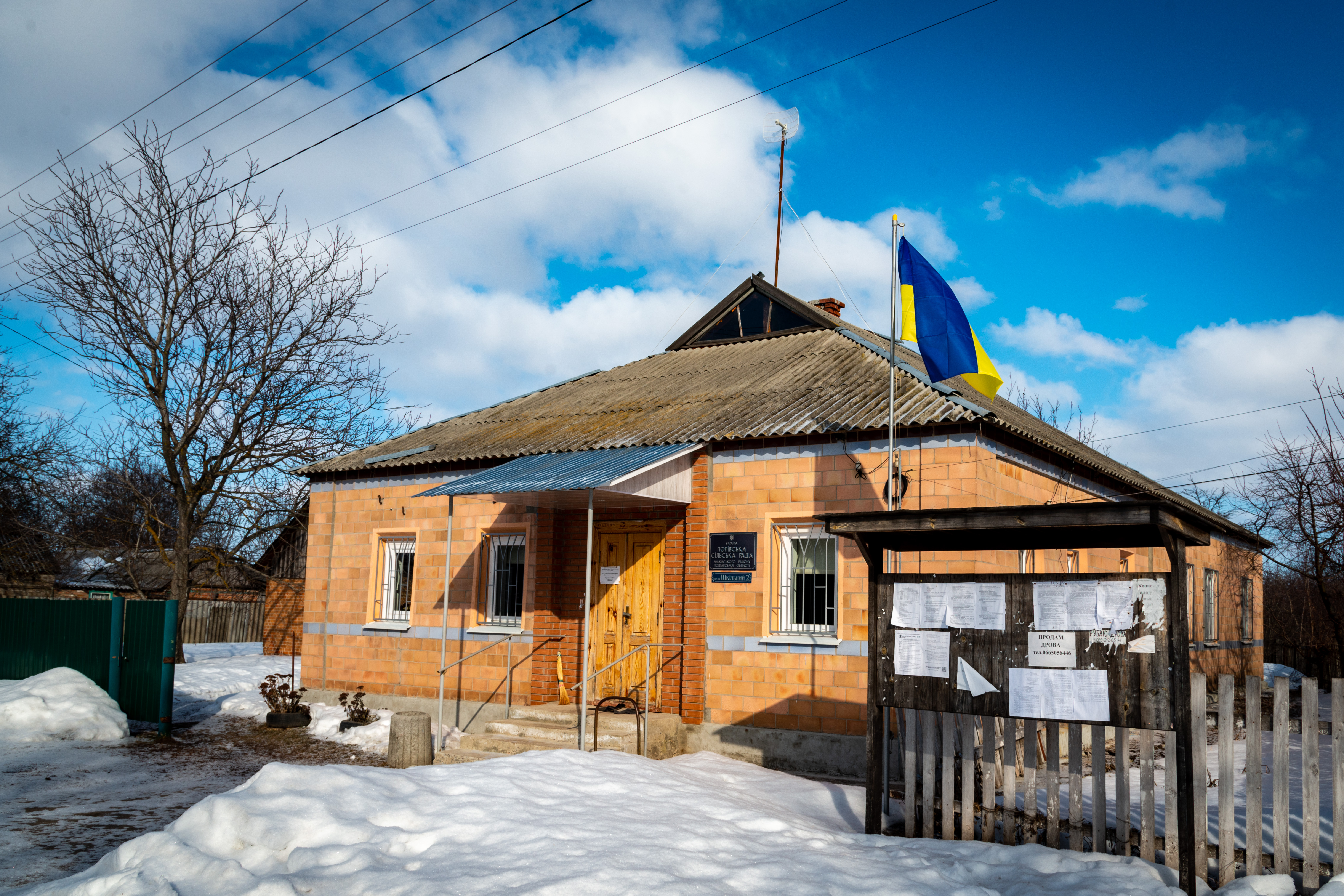
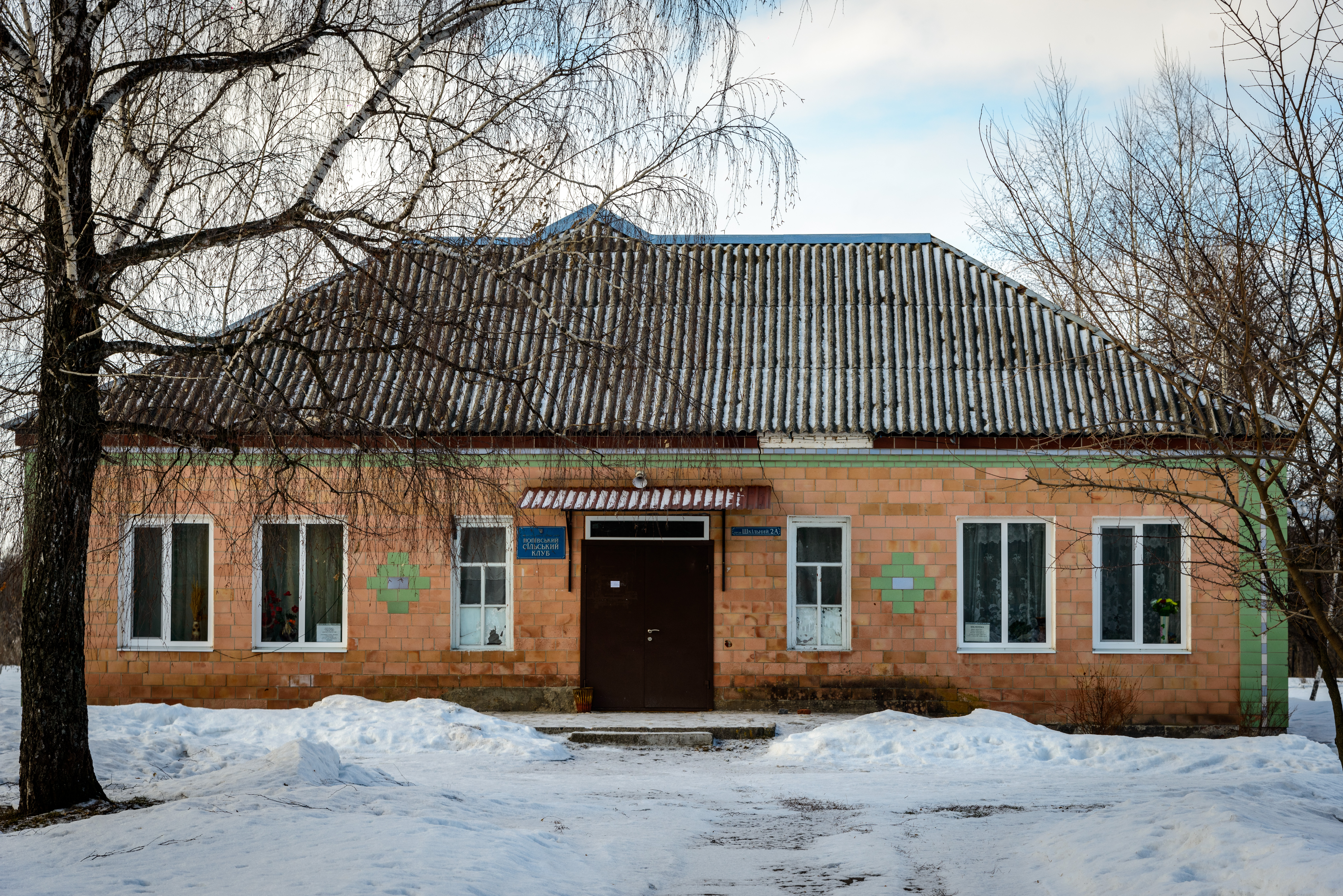
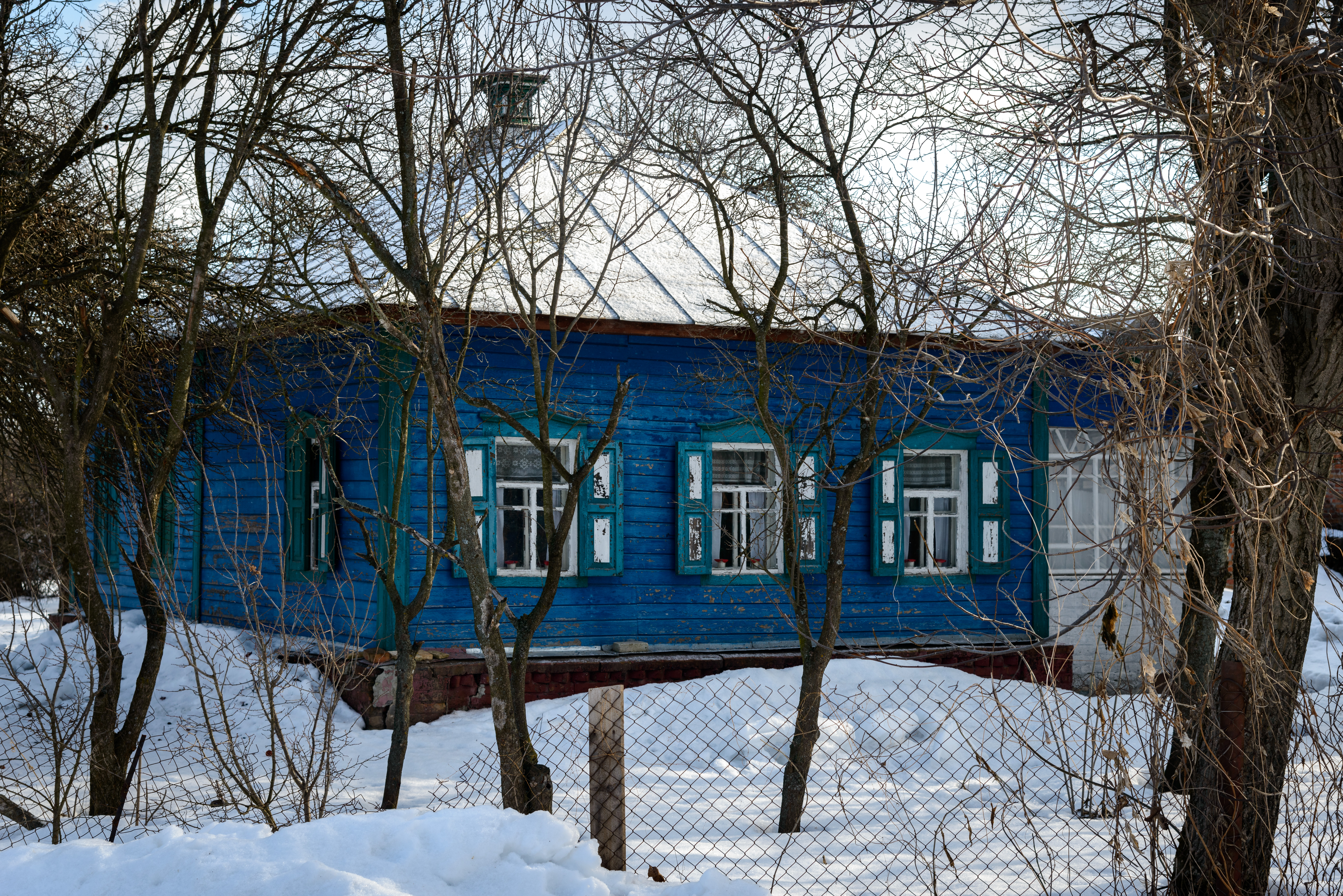

## Населення

### Мова
Розподіл населення за рідною мовою за даними перепису 2001 року:
| Мова       | Відсоток |
| ---------- | -------- |
| українська | 96,64%   |
| російська  | 3,13%    |

## Архітектура
- Георгіївська церква. 
Перша згадка[2] — 1754 рік, що засвідчується срібною позолоченою гробницею, виготовленою на кошти ієрея Пантелеймона. У 1790 році церкву розібрали. Новий дерев'яний храм збудували в 1797 року з дозволу Чернігівського архієпископа Віктора. 1870 року до церкви було добудовано дерев'яну дзвіницю, 1880 року — поставили на мурований цоколь. У 1902 році налічувалось 1109 парафіян чоловічої та 1107 жіночої статі.
1930 року закрита й перетворена на зерносклад. Відновила діяльність 1942 року. У червні 1992 року зареєстрована громада УПЦ-МП. У травні 2011 церква згоріла майже дотла.[3]

- Пам'ятник на братській могилі радянських воїнів-визволителів села (споруджений 1957 року)

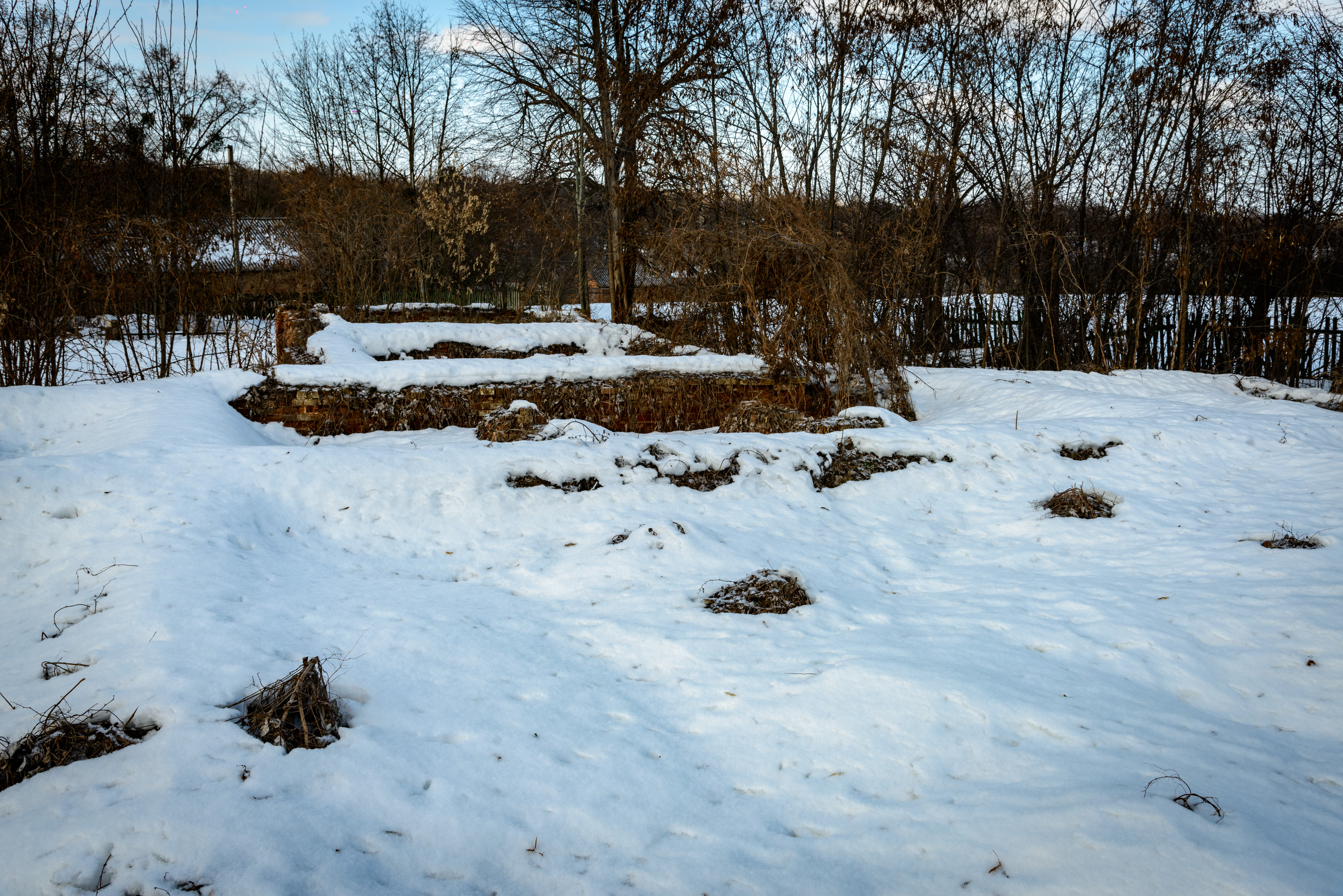
залишки цоколя згорівшої церкви
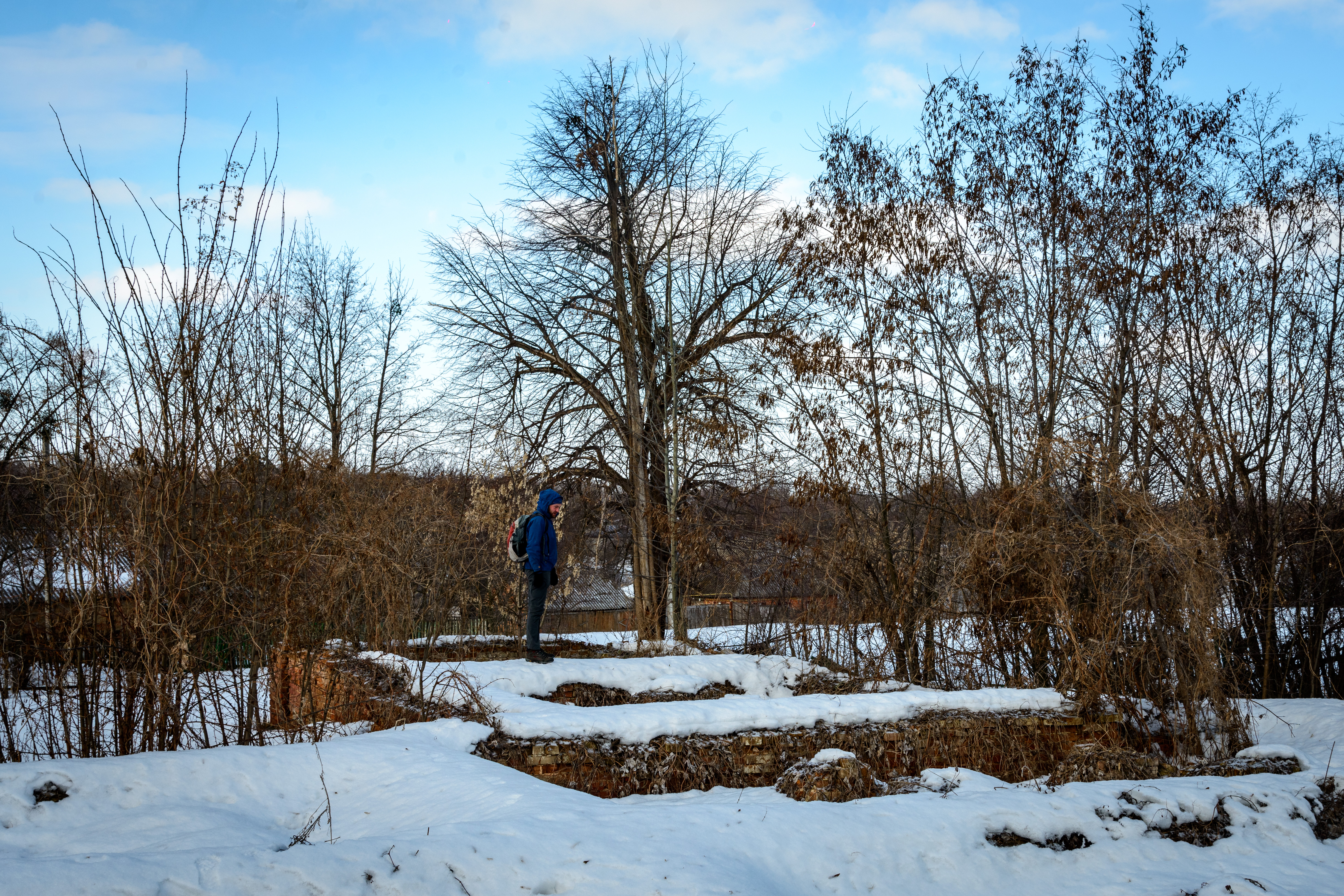
залишки цоколя згорівшої церкви
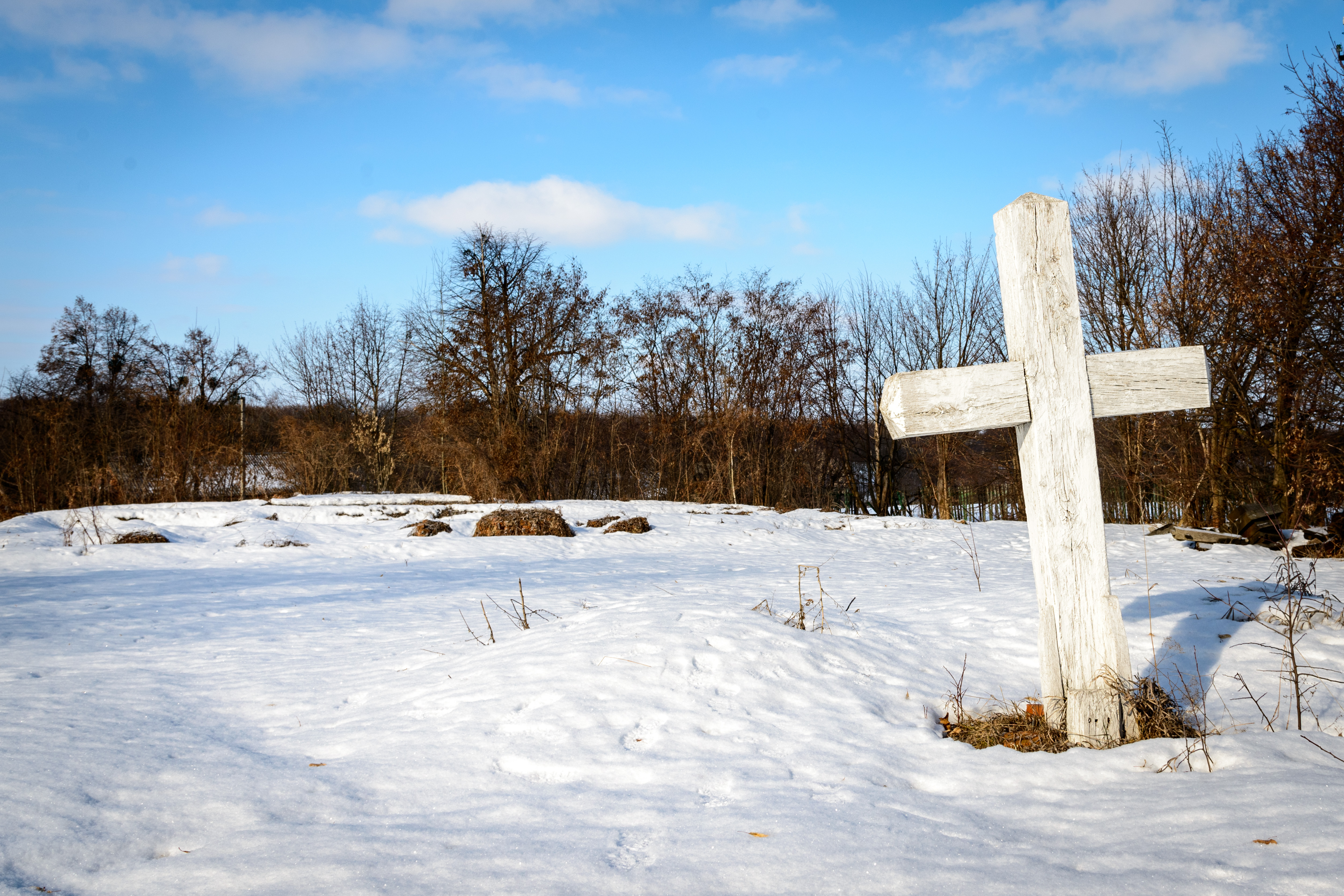
могила на теирторії церкви
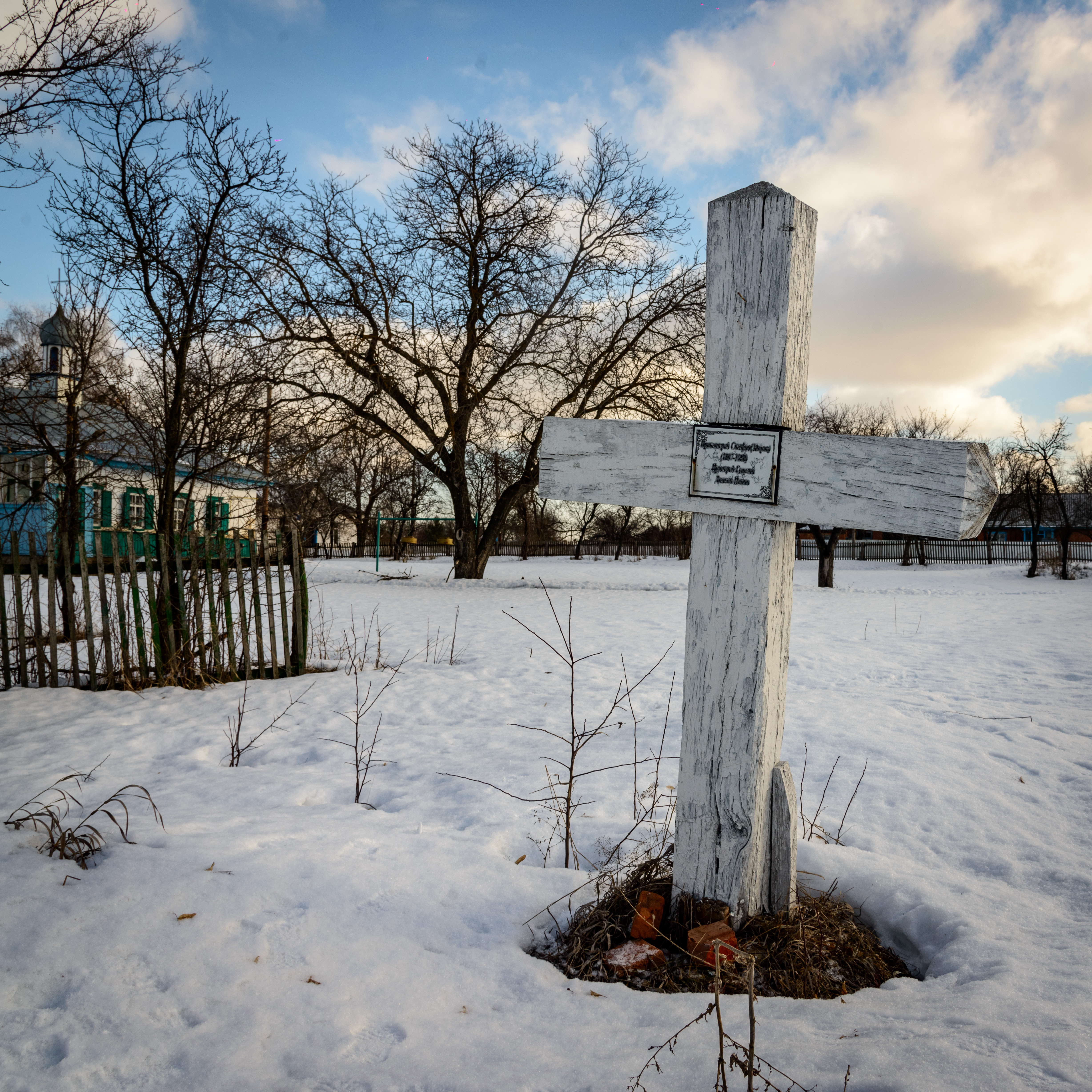
могила на теирторії церкви
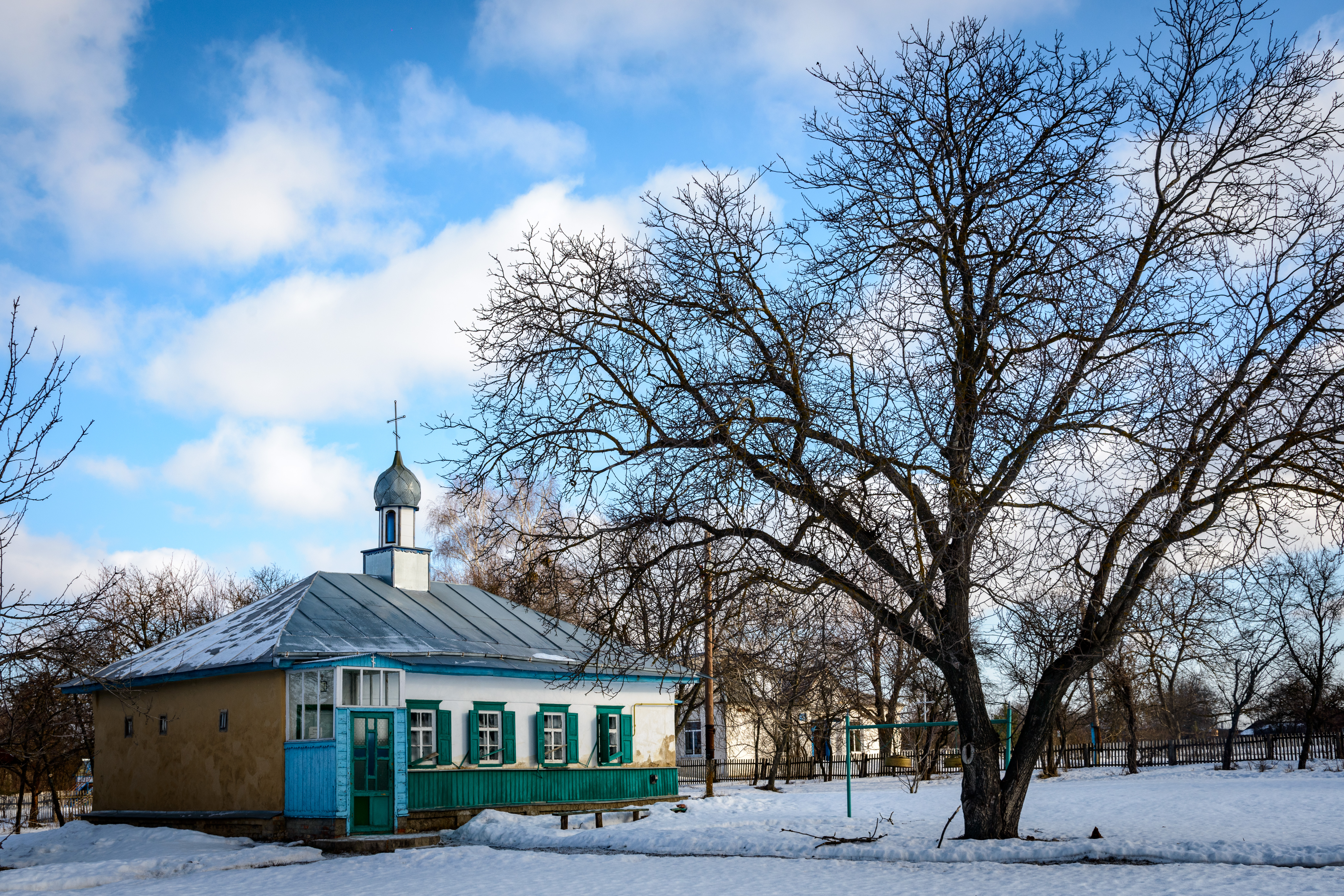
приміщення церкви

## Відомі люди
- Лютницький Антон Ульянович — начальник Опішнянської метеорологічної станції (Попівка) в 1937—1941 роках, репресований.
- Рева Василь Лаврентійович — Герой Радянського Союзу, командир танка Т-34 1-го танкового батальйону 3-ї танкової Чаплинської Червонопрапорної бригади 23-го танкового корпусу 2-го Українського фронту, молодший лейтенант. Нагороджений орденом Леніна, орденом Червоної Зірки, медалями.
- Рокитянський Олексій Онисимович — почесний громадянин Зіньківщини (посмертно).
- Онищенко Руслан Володимирович -- почесний громадянин Опішнянської громади.